# Aeromarine M-1
El Aeromarine M-1 fue un biplano de entrenamiento biplaza ordenado por la Sección de Aviación del Cuerpo de Transmisiones del Ejército de los Estados Unidos (USAAS) en 1917, y construido por la Aeromarine Plane and Motor Company de Keyport, Nueva Jersey.

## Diseño y desarrollo
Conocido originalmente como Aeromarine Training Tractor, el diseñador jefe de Aeromarine, Charles F. Willard, diseñó un entrenador biplaza en ambas configuraciones terrestre y como hidroavión. El avión terrestre fue designado Aeromarine M-1 y fue producido según la Especificación del Ejército estadounidense No.1001. La versión de hidroavión fue más tarde llamada Aeromarine 39 y fue vendida a la Armada de los Estados Unidos (USN). Ambos aviones tenían mucho en común; aparte del tren de aterrizaje, la principal diferencia era que la envergadura del M-1 era más corta que la del Aeromarine 39.

## Historia operacional
Se produjeron seis aviones y se les asignaron las matrículas 265/270. Durante las pruebas del Ejército, el avión demostró ser inadecuado para el entrenamiento. "Las pruebas preliminares mostraron que el M1 era inestable en todo caso excepto el vuelo nivelado, y la mayoría pasaron los años de guerra guardados en sus empaques".
En 1920 se propuso remotorizar estos aviones con el Aeromarine 100hp.

## Variantes
Training Tractor
Denominación inicial del diseño.
M-1
Denominación final de la versión terrestre.
39
Versión hidroavión con mayor envergadura.

## Operadores
Estados Unidos
- Servicio Aéreo del Ejército de los Estados Unidos

## Especificaciones

### Características generales
- Tripulación: Dos (estudiante e instructor)
- Longitud: 7,77 m
- Envergadura: 11,28 m (superior), 10,06 m (inferior)
- Superficie alar: 39,5 m2
- Perfil alar: RAF 6
- Peso vacío: 544 kg
- Peso cargado: 862 kg
- Planta motriz: 1× motor lineal de cuatro cilindros refrigerado por agua Hall-Scott A-7.
  - Potencia: 75 kW (100 hp)
- Hélices: Bipala

### Rendimiento
- Velocidad máxima operativa (Vno): 126 km/h
- Tiempo a altitud: 10 min a 1066 m (3500 pies)

## Aeronaves relacionadas

### Desarrollos relacionados
- Aeromarine 39

### Secuencias de designación
- Secuencia Alfanumérica (interna de Aeromarine): ← EO - EDO Model B - HS - M-1 - NBS-1 - PG-1 - WM →